# Karl Robert Rädler

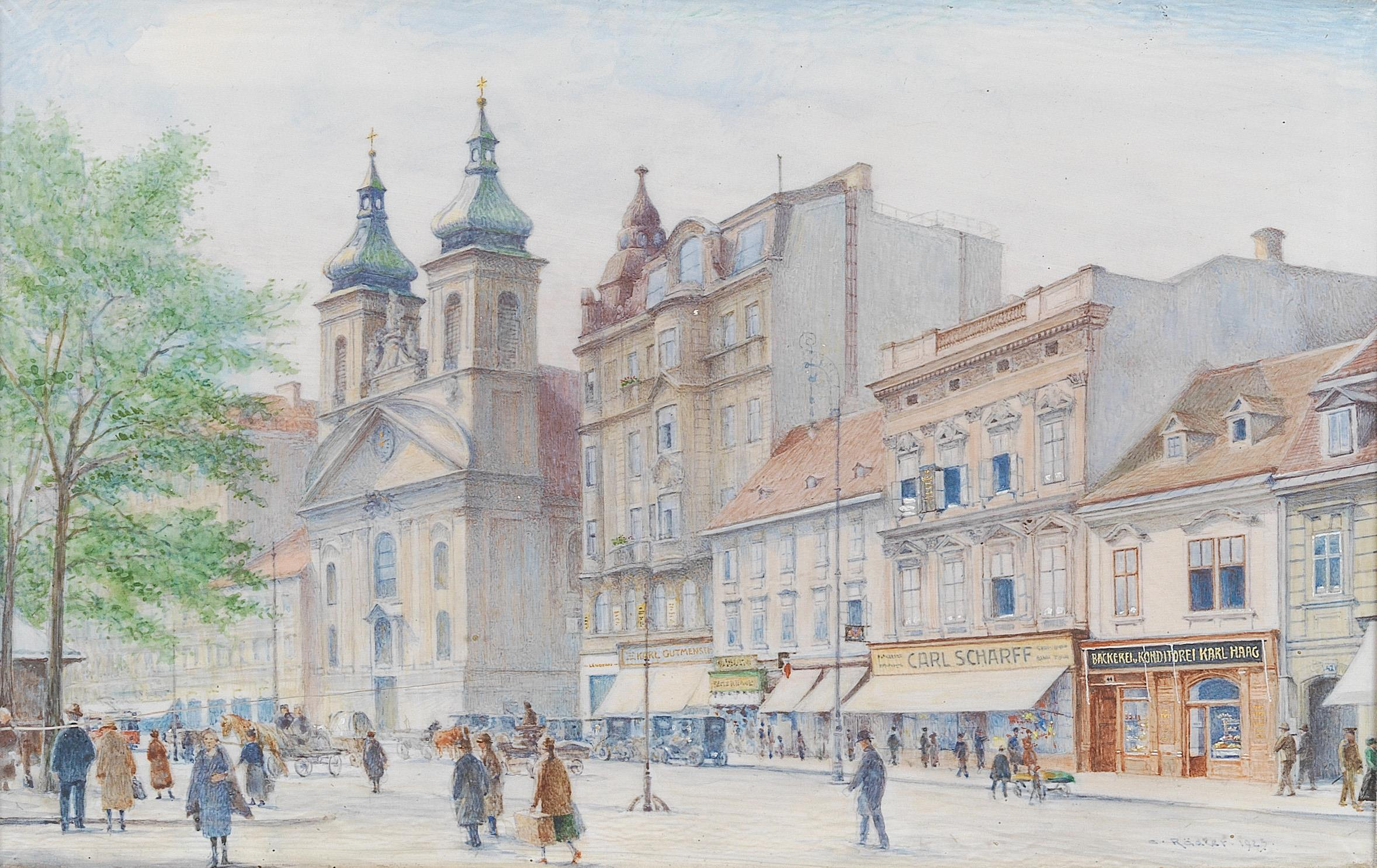
Die Rochuskirche, 1030 Wien

Karl Robert Rädler (auch Carl Robert, * 8. Juli 1881 in Wien; † 15. Jänner 1940 ebenda) war ein österreichischer Landschaftsmaler und Aquarellist. 
Karl Robert Rädler war als Sohn des Hofporzellanmalers Joseph Karl Rädler (1844–1917) geboren.
Karl Robert Rädler studierte von 1897 bis 1902 an der Kunstgewerbeschule des Österreichischen Museums für Kunst und Industrie in Wien (u. a. an der Fachschule für Zeichnen und Malen bei Franz Matsch). Danach unternahm er Studienreisen nach Bayern und Italien. 
Rädler war ab 1911 als Lehrer an der fachlichen Fortbildungsschule für Buchbinder in Wien tätig, seit 1935 deren Leiter. Gleichzeitig unterrichtete er als Fachlehrer bei den Kartonagewarenerzeugern Riemer und Sattler.
Als Maler bevorzugte Rädler die Aquarelltechnik. Er malte hauptsächlich Landschaften, er schuf aber auch Porträts und Miniaturen auf Elfenbein sowie Exlibris, entwarf auch Bucheinbände und Ledergalanterien.